# Acacia pruinescens
Acacia pruinescens é uma espécie de leguminosa do gênero Acacia, pertencente à família Fabaceae.